# Paepalanthus
Paepalanthus Mart. – rodzaj roślin należącego do rodziny niedotrawowatych (Eriocaulaceae Martinov). Rodzaj ten jest bardzo różnorodny – jest najzasobniejszym w gatunki w obrębie swojej rodziny. Według The Plant List w obrębie tego rodzaju znajdują się 424 gatunki o nazwach zweryfikowanych i zaakceptowanych, podczas gdy kolejnych 14 taksonów ma status gatunków niepewnych (niezweryfikowanych). Jego występowanie naturalne niemal całkowicie ograniczone jest do strefy tropikalnej obu Ameryk. Tylko dwa gatunki występują w Afryce – P. lamarckii i P. pulvinatus rosną powszechnie w Sierra Leone. Gatunkiem typowym jest P. erigeron Mart. ex Körn.

## Morfologia

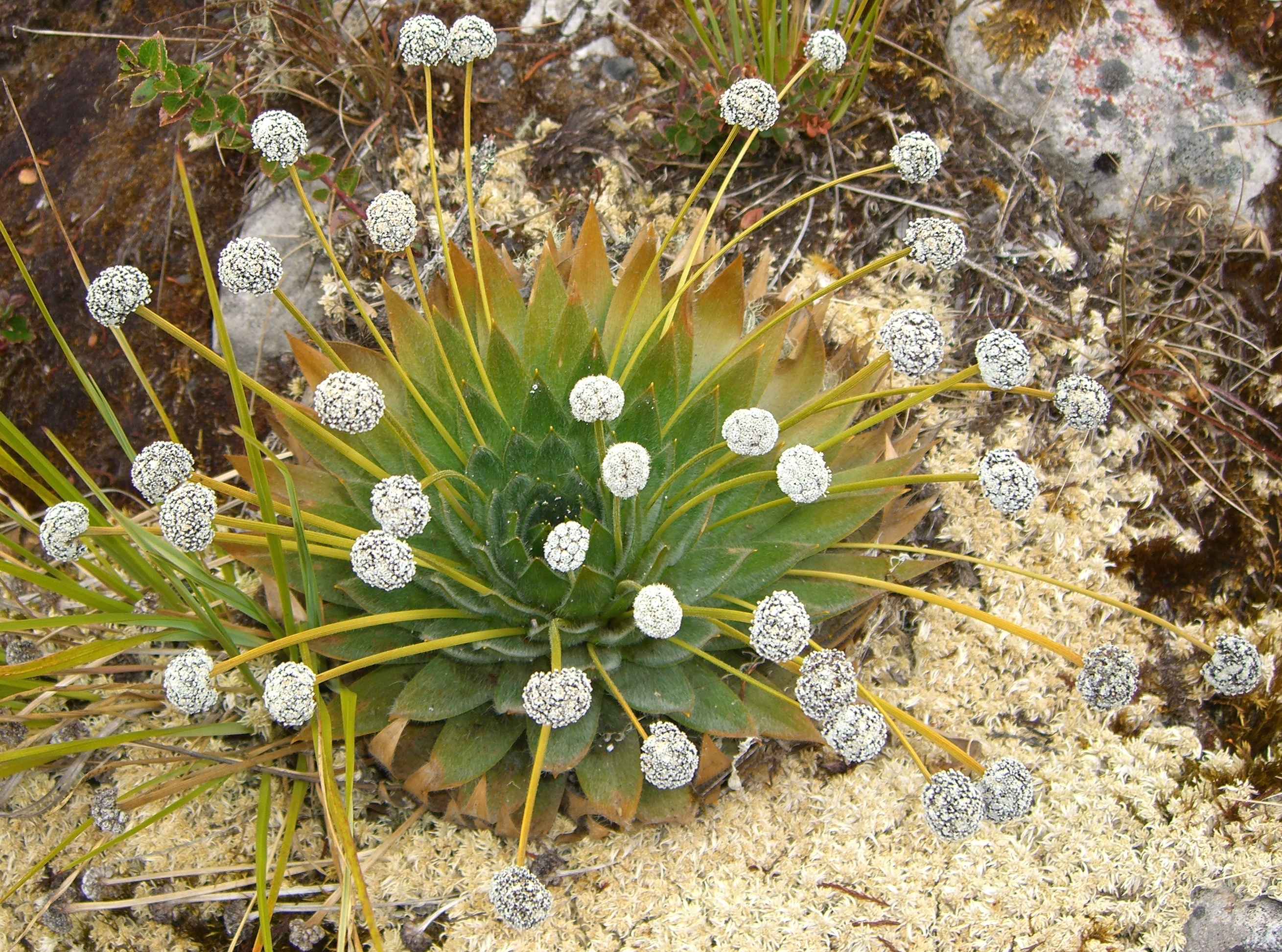
Pokrój gatunku P. alpinus

PokrójZróżnicowane rośliny zielne (jednoroczne lub byliny) o długich lub krótkich pędach. Niektóre gatunki mogą dorastać do 180 cm wysokości.
LiścieOd cienkich do grubych i skórzastych.
KwiatyPodsadki są obecne. Płatki są gruczołowate. Kwiaty męskie mają niemal wolne działki kielicha (zrośnięte są nieznacznie u podstawy) oraz płatki zrośnięte w nagą tubkę o lejkowatym kształcie, u góry zawiniętą do środka. W tubce zamknięte są pręciki, mają one białą barwę, a ich liczba odpowiada liczbie płatków. Obecny jest prymitywny słupek. Kwiaty żeńskie także mają niemal wolne działki kielicha, które zwykle stają się sztywne w czasie dojrzewania. Płatki są wolne. Słupki są opatrzone gruczołowatymi wypustkami na przemian ze znamionami, które są proste lub dwudzielne.
OwoceNasiona są zróżnicowane, często z podłużnym grzbietem.

## Systematyka
Pozycja systematyczna według APweb (aktualizowany system APG IV z 2016)Rodzaj z rodziny niedotrawowatych (Eriocaulaceae Martinov), która stanowi grupę siostrzaną dla rodziny łuczydłowatych (Xyridaceae), z rzędu wiechlinowców (Poales), kladu jednoliściennych (Monocots), roślin okrytonasiennych. Według niektórych źródeł rodzaj ten nie jest monofiletyczny i po dokładniejszych badaniach molekularnych zostanie prawdopodobnie podzielony na kilka odrębnych rodzajów.